# Jasmín růžokvětý
Jasmín růžokvětý (Jasminum beesianum) je okrasný, rychle rostoucí, opadavý, popínavý keř, oblíbený především v zahradách. Charakteristická je sladká vůně květů této rostliny.

## Název
Jak už jméno napovídá, název této rostliny vychází z charakteristického rysu - růžové barvy květů, které jsou na keři velmi nápadné.

## Popis
Jasminum bessianum je popínavý světlomilný keř. Roste do výšky až 3 metrů. V létě kvete růžovými, sladce vonícími květy. V zimě jsou na keři nápadné černé lesklé bobule. Tento keř je typický především v Číně (konkrétně oblasti Kuej-čou, Sečuán, Jün-nan) a Tibetu. Pěstuje se většinou na písčitých, vlhkých a úrodných půdách.

### Listy
Keř má světlezelené listy. Jejich barva je matně zelená a na povrchu jsou nenápadně chlupaté. Listy jsou jednoduché, kopinaté, vstřícné. Čepel listu se ostře zužuje, řapík je zkroucený a dosahuje délky od 0,5 do 3 mm. Listy jsou 3 až 5 cm dlouhé a až 2 cm široké. Žilnatina je zpeřená – je vidět střední žebro listu, přičemž postranní žilkování není tak výrazné.

### Květy
Jasmín kvete v létě od června do srpna. Květy mají trubkovitý tvar, jsou světle až tmavě růžové a produkují sladkou vůni. Květů může být od 1 až 5 a jsou cca 15 mm široké. Kvetou v úžlabí listů a rostou na 0,2–1,8 cm dlouhých stoncích. Květy jsou šestičetné, květenství je postranní – bočné. Na konci má oválné cípy – je jich od 4 do 8 a jsou dlouhé 3–9 mm. Kalich má 5 až 7 zužujících se kališních lístků, které jsou hladké až huňaté a dlouhé 3–10 mm.

### Plody
V období zimy má jasmín plody. Bobule mají tmavě černou, lesklou barvu a jsou kulaté. Jsou 5–12 mm dlouhé a 5–9 mm široké.

## Využití
Jasmín byl využíván odnepaměti v zemích jako Alžírsko či Egypt. Svou pozici si získal pro léčivé účinky ve formě sirupů, čajů z listů či květů. Výluh má blahodárné účinky na nervovou soustavu, snižuje hladinu cukru a cholesterolu v krvi. Dále se používá proti křečím a odbourává stres. Zajímavé je, že jasmín může mít i afrodiziakální účinky a v čínské medicíně se používá také jako kloktadlo při zánětu ústní dutiny.
V kosmetickém využití je jeho charakteristická vůně oblíbená jako esence francouzských parfémů. Může být využíván i jako olej pro suchou pokožku.

## Pěstování
Přestože je jasmín světlomilný, je lepší pěstovat ho na mírně zastíněných místech, aby nedošlo ke spálení lístků. Jasmín je popínavým, rychle rostoucím keřem, který potřebuje oporu – ta je většinou ve formě zahradních domků, u nichž je pěstován především pro svůj vzhled. Co se týče klimatu, snese jasmín krátkodobé sucho i lehkou zimu (až do −5 °C). Ve větších mrazech je nutné jasmín chránit.

## Další druhy
- Jasmín křovitý (Jasminum fruticans) – S tímto druhem se můžeme setkat v jižní Evropě. Má husté vzpřímené zelené větve. Dorůstá až 0.5 m a jeho drobné květy kvetou žlutě.
- Jasmín nahokvětý (Jasminum nudiflorum)- Vyskytuje se v západní Číně. Kvete od prosince do března a má žluté květy. Jeho stonky dorůstají až 3 m a jsou bezlisté[5] .
- Jasmín velkokvětý (Jasminum grandiflorum) – Tento stálezelený jasmín dorůstá až 2 m, je velmi choulostivý, kvete na jaře a na podzim. Jeho listy jsou složeny ze 7-9 lístků. Bílé květy jsou uspořádány do trubkovitých pěti až šestičetných bílých okvětních lístků.
- Jasminum angulare – Dorůstá 2 i více metrů, je to choulostivý stálezelený, popínavý jasmín, který kvete na konci léta. Má tmavězelené listy a malé květenství složené z pětičetných bílých květů.
- Jasmín arabský (Jasminum sambac) – Používaný hlavně v kosmetickém průmyslu; dorůstá výšky až tří metrů, listy 5 – 12 cm dlouhé, široce vejčité, špičaté a na lícové straně lesklé.[4]
- Jasmín pravý (Jasminum officiale)
- Mnohé další druhy

## Rozmnožování
Jasmín se může množit řízkováním. Řízkování by mělo probíhat během léta, kdy odebrané stonkové řízky necháme zakořenit ve vlhké půdě po dobu více než 1 měsíce, aby nové kořínky byly odolné.

## Škůdci
- Sviluškovití
- Mšice